# Contragolpe na Líbia em 1969
O contragolpe na Líbia em 1969 foi uma tentativa fracassada de contragolpe liderada pelos ministros da Defesa e Interior da Líbia em dezembro de 1969, em resposta aos rumos da Revolução de 1 de Setembro. Ocorrida três meses após assumir o poder, essa foi a primeira de muitas tentativas de golpes de Estado enfrentadas pelo coronel Muammar Gaddafi durante seu longo governo.

## Antecedentes

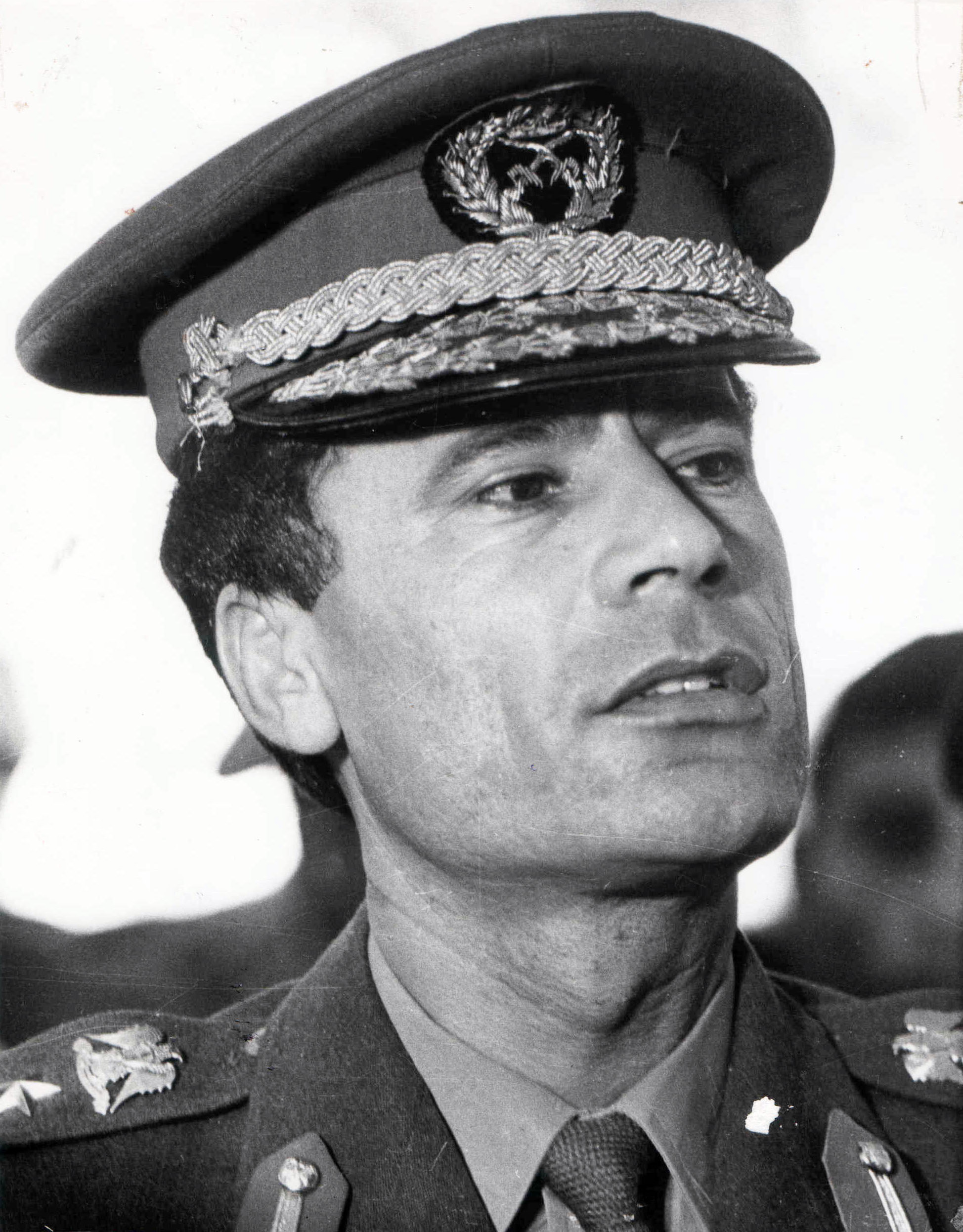
Coronel Muammar Gaddafi, retratado logo após sua tomada do poder, 1970.

Em 1 de setembro de 1969, um grupo de oficiais líbios ("Oficiais Unionistas Livres") sob a liderança do coronel Muammar Gaddafi derrubaram o Rei Idris I da Líbia em um golpe de Estado. Após o golpe, a monarquia líbia foi abolida e se proclamou a República Árabe Líbia. Os oficiais revolucionários instituíram o Conselho do Comando Revolucionário (CCR), órgão governamental baseado no princípio da liderança coletiva – ou seja, um governo que não se baseava na liderança individual, mas sim na tomada de decisões colegiais. No entanto, devido a sua personalidade carismática e estilo politico intenso, unindo com a lealdade de seus colegas do CCR, o coronel Gaddafi tornou-se o líder de facto do novo regime. Além do CCR, havia um órgão de governo presidido pelo primeiro-ministro Mahmud Sulayman al-Maghribi – um Conselho de Ministros composto por 8 membros e representado por dois militares – Adam al-Hawaz e Moussa Ahmed – os respectivos ministros da Defesa e Interior. Nenhum desses oficiais eram membros do CCR.
Apesar da participação de ambos militares no golpe revolucionário de setembro, os dois oficiais caíram em desacordo com o novo governo. Descontentes com a política centralista do coronel Gaddafi de afastar seus colegas do poder político e concentrá-lo em suas mãos, os ministros al-Hawaz e Moussa Ahmed concebem uma conspiração golpista.

## Contragolpe
A tentativa de golpe de Estado ocorreu em 7 de dezembro, com os rebeldes tentando tomar o controle de posições importantes do leste da Líbia. No mesmo dia, entretanto, o governo capturou os dois líderes do golpe e abortou a trama golpista. O Governo Nasser demonstrou apoio ao governo líbio e o golpe foi presumidamente abortado com a ajuda das forças de segurança do Egito. Um dos líderes golpistas, al-Hawaz, foi impedido de cometer suicídio pelas autoridades líbias. A conspiração golpista foi revelada publicamente em 10 dezembro e o governo soltou uma série de declarações.
A rádio líbia alegou que os supostos envolvidos na conspiração abortada eram "oportunistas que atuam em prol do imperialismo" e que tentaram "roubar a revolução". Em uma entrevista, o coronel Gaddafi asegurou que tanto al-Hawaz quanto Moussa Ahmed já estavam presos, com mais detenções entre oficiais de alta patente que o CCR havia mantido confiança, mas que continuaram a não respeitar os Oficiais Livres de baixa patente. Cerca de 30 oficiais, mais os ministros da Defesa e Interior, foram detidos na Líbia em dezembro de 1969.
O incidente militar coincidiu com as negociações líbias sobre a retirada das bases militares britânicas, o que fez Gaddafi alertar sobre os supostos laços dos golpistas com interesses estrangeiros e o possível envolvimento do Reino Unido e os Estados Unidos na tentativa de golpe. Apesar das suspeitas da Líbia, os Estados Unidos negaram qualquer envolvimento no contragolpe.

## Consequências
Em 11 de dezembro, o regime líbio publicou uma declaração constitucional designando o Conselho de Comando Revolucionário da Líbia como a autoridade máxima da república. Após a crise golpista, um novo gabinete foi formado – a primeira mudança de governo desde a revolução. Neste segundo gabinete, o coronel Gaddafi continuou sendo presidente do CCR, mas assumiu os cargos de primeiro-ministro e comandante supremo das forças armadas. O major Abdessalam Jalloud, considerado o número 2 no comando do CCR, foi designado ministro do Interior e vice-primeiro-ministro de Gaddafi. O capitão Abu-Bakr Yunis Jabr foi nomeado ministro da Defesa. 
Apesar de protestos de setores de Cirenaica – a província natal da maioria dos réus – os ministros Adam al-Hawaz e Moussa Ahmed, junto com outros 30 suspeitos, foram levados a julgamento em uma sessão presidida pelo major Mohammed Najm. O ex-ministro da Defesa, al-Hawaz, permaneceu preso até 1984; sua família foi informada da sua morte em 1988. Já o ex-ministro do Interior, Moussa Ahmed, permaneceu preso durante quase 20 anos – sendo libertado pelo regime líbio apenas em 1988.